# Yardere, Mesudiye
Yardere là một xã thuộc huyện Mesudiye, tỉnh Ordu, Thổ Nhĩ Kỳ. Dân số thời điểm năm 2010 là 51 người.